# Jardim de Piranhas

Jardim de Piranhas este un oraș în Rio Grande do Norte (RN), Brazilia.